# 코닌

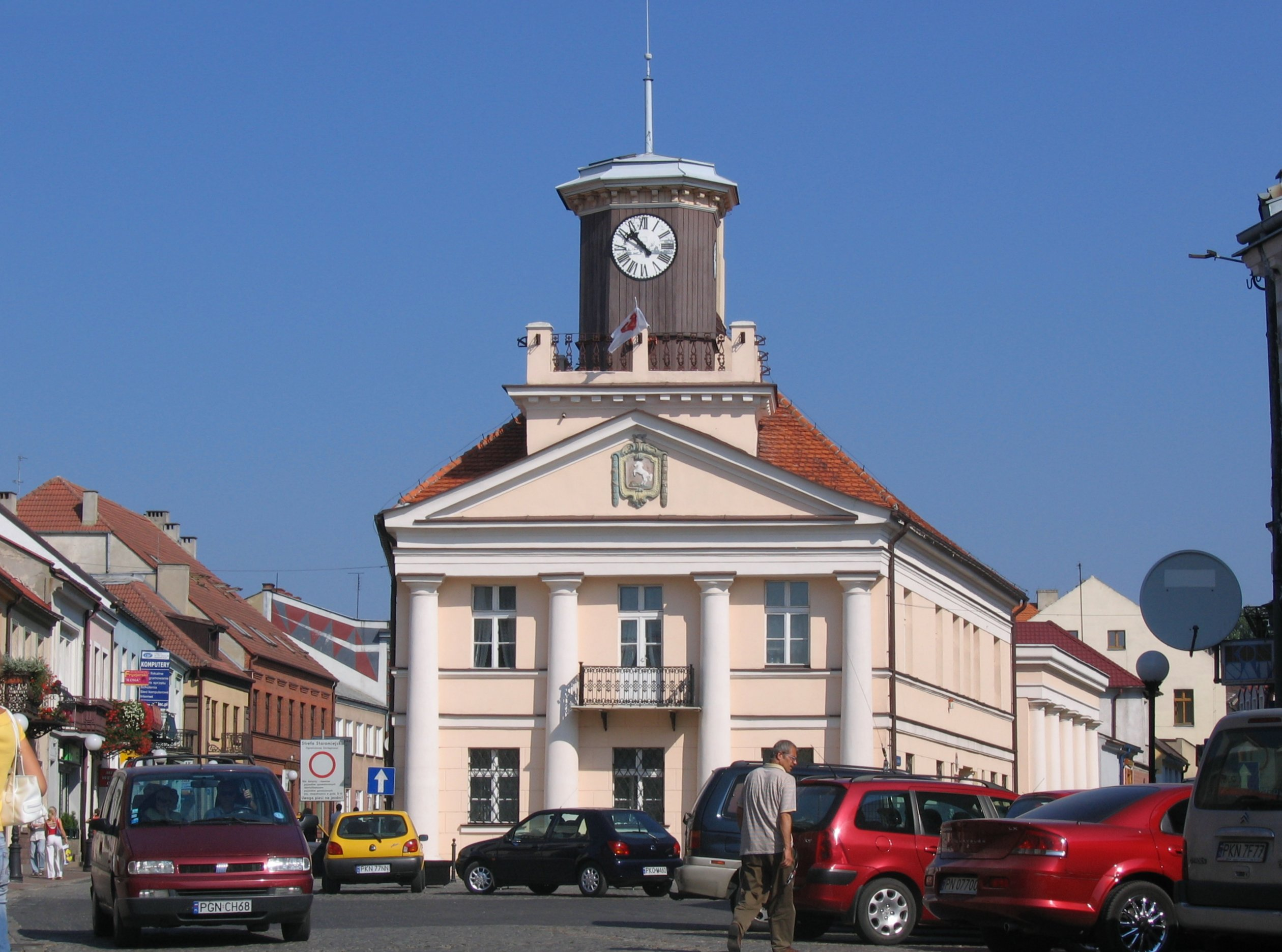
코닌 시청

코닌(폴란드어: Konin)은 폴란드 중부 비엘코폴스카주에 위치한 도시로, 바르타강과 접하며 면적은 82km2, 높이는 88m, 인구는 80,618명(2006년 기준), 인구 밀도는 980명/km2이다. 1284년 시로 승격되었으며 1975년부터 1998년까지 코닌주의 주도였던 도시이다.

시 문장